# Mezinárodní den kosmonautiky
Mezinárodní den kosmonautiky (anglicky International Day of Human Space Flight), se slaví každý rok 12. dubna. Od roku 1962 se tento den slaví jako Den kosmonautiky v Rusku a některých dalších zemí bývalého Sovětského svazu. V roce 2011 byl 12. duben vyhlášen jako mezinárodní den, na oslavu začátku vesmírné éry pro lidstvo.
První pilotovaný let do vesmíru uskutečnil 12. dubna 1961 sovětský kosmonaut Jurij Gagarin. Gagarin obkroužil Zemi za 1 hodinu a 48 minut na palubě kosmické lodi Vostok 1. Gagarinův let otevřel novou éru v historii průzkumu vesmíru a Gagarin se stal slavnou postavou na celém světě. Hlavní noviny po celém světě publikovaly jeho biografii a podrobnosti o jeho letu. Později byl jmenován Hrdinou Sovětského svazu.
V Moskvě v současné době začíná připomínková slavnost ve městě Koroljov, nedaleko Gagarinovy sochy. Účastníci pak pokračují na Rudé náměstí na návštěvu Gagarinova hrobu, a poté na ulici Kosmonautů v blízkosti Památníku pokořitelů kosmu. Slavnosti jsou uzavřeny návštěvou Novoděvičího hřbitova.
Od roku 2001 se 12. dubna ve Spojených státech slaví Noc Jurije Gagarina, ta se rychle rozšířila do celého světa.

## Galerie

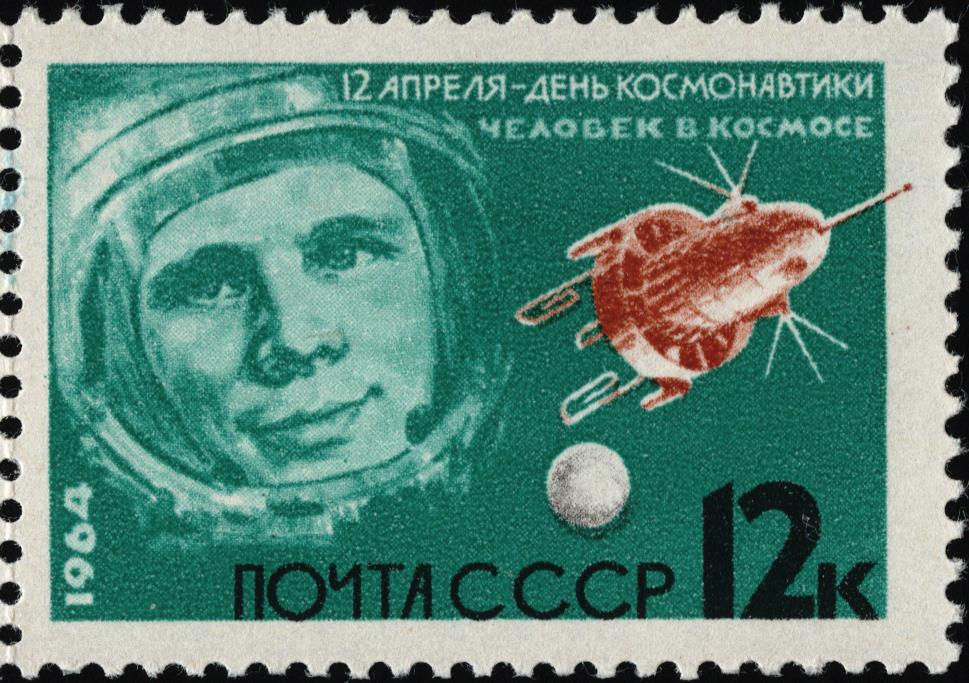
Sovětská známka, Jurij Gagarin, 1964
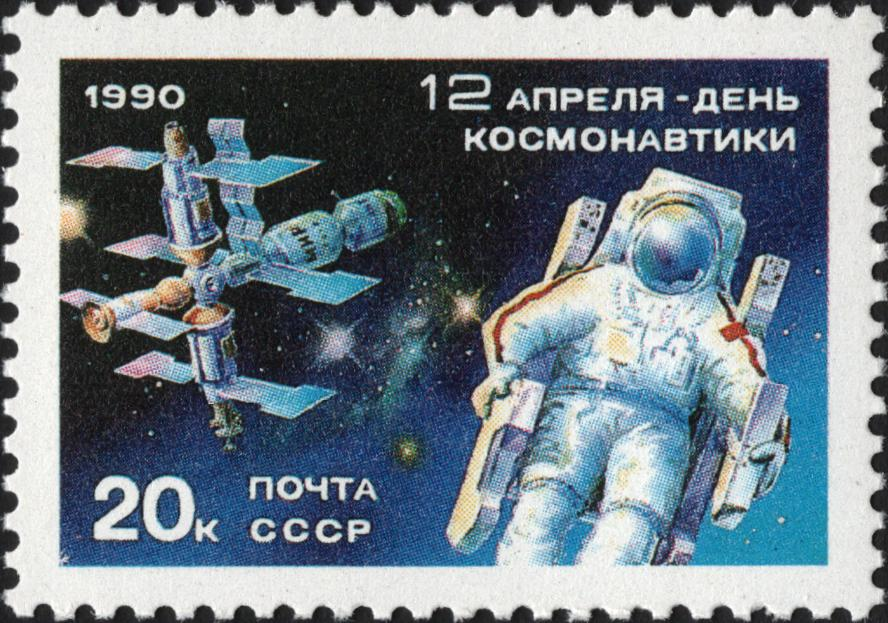
Sovětská známka, Mir, 1990
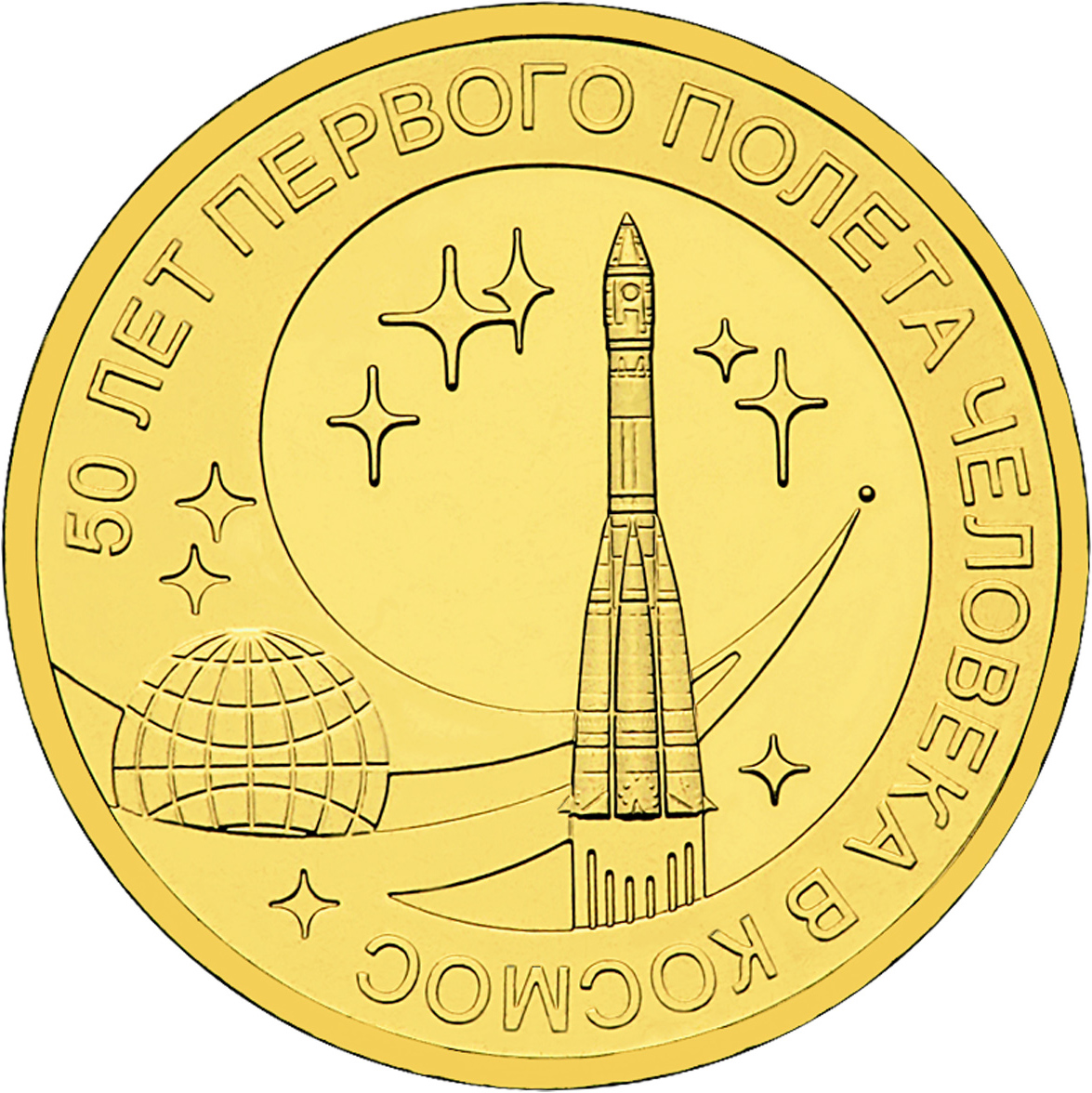
Pamětní mince „50 let prvního letu člověka do vesmíru“, Rusko, 2011